# The Spy
The Spy er en amerikansk stumfilm fra 1914 af Otis Turner.

## Medvirkende
- Herbert Rawlinson som Harvey Birch.
- Edna Maison som Katie.
- Ella Hall som Frances Wharton.
- William Worthington som George Washington.
- Edward Alexander som major Dunwoodie.